# Јордан Трапезунтски
Свети новомученик Јордан родом из Трапезунта, казанџија по занимању. Зато што је отворено бранио веру Христову и изобличавао веру Мухамедову, пострада од Турака 1650. године. у Галати у Цариграду. Исто тако пострада и монах Гаврил, канонарх Велике цркве у Цариграду 1672. године.
Српска православна црква слави га 2. фебруара по црквеном, а 15. фебруара по грегоријанском календару.